# PB63 Lady 2014-2015
La stagione 2014-2015 della Techmania Battipaglia è la prima che disputa in Serie A1 femminile.

## Verdetti stagionali
Competizioni nazionali
- Serie A1:

stagione regolare: 9º posto su 13 squadre (9-15);

## Roster
|    | Naz.                   | Ruolo | Sportivo               | Anno | Alt. |  |       |
| -- | ---------------------- | ----- | ---------------------- | ---- | ---- |  | ----- |
| 4  | Italia (bandiera)      | PG    | Marida Orazzo          | 1994 | 178  |  |       |
| 5  | Italia (bandiera)      | G     | Anita Russo            | 1997 | 175  |  |       |
| 6  | Italia (bandiera)      | G     | Michela Marchetti      | 1996 | 175  |  |       |
| 7  | Italia (bandiera)      | P     | Giulia Prosperi        | 1997 | 177  |  |       |
| 8  | Italia (bandiera)      | A     | Marzia Tagliamento     | 1996 | 182  |  |       |
| 9  | Italia (bandiera)      | P     | Dionea Di Donato       | 1996 | 174  |  |       |
| 9  | Italia (bandiera)      | P     | Valentina Bonasia      | 1994 | 164  |  |       |
| 10 | Italia (bandiera)      | A     | Monique Ngo Ndjock     | 1985 | 187  |  |       |
| 11 | Stati Uniti (bandiera) | G     | Brooque Williams       | 1989 | 175  |  |       |
| 12 | Paesi Bassi (bandiera) | C     | Kourtney Treffers      | 1994 | 187  |  |       |
| 13 | Italia (bandiera)      | PG    | Francesca Romana Russo | 1996 | 178  |  |       |
| 14 | Italia (bandiera)      | C     | Giara Diuof            | 1997 | 180  |  |       |
| 16 | Italia (bandiera)      | C     | Adriana Cutrupi        | 1996 | 183  |  |       |
| 17 | Italia (bandiera)      | GA    | Elena Ramò             | 1994 | 185  |  |       |
| 18 | Italia (bandiera)      | GA    | Isabel Hernadez Pepe   | 1996 | 181  |  | [ 1 ] |
| 20 | Stati Uniti (bandiera) | C     | Jewel Tunstull         | 1992 | 190  |  |       |
| 20 | Italia (bandiera)      | PG    | Stefania Trimboli      | 1996 | 178  |  | [ 2 ] |
| 24 | Italia (bandiera)      | C     | Lucrezia Costa         | 1997 | 182  |  |       |
| 25 | Italia (bandiera)      | P     | Luisa Rauti            | 1998 | 169  |  | [ 2 ] |